# Orfeón Cántabro
El Orfeón Cántabro es una agrupación coral formada en 1963 en Santander por miembros de la Sociedad Coral de Santander de la que es el sucesor directo. Ha tenido como directores entre otros al Padre Ibarbia, Luz Pardo o Julio Jaurena. Actualmente lo dirige César Vinagrero.

## Historia

### Orígenes: El Orfeón Cantabria
La Sociedad Filarmónica Orfeón Cantabria se funda entre los años 1888 y 1891, con Adolfo Wünchs como director y Jesús de Monasterio, Presidente Honorario. En 1895 la dirección del coro recaerá en el granadino Manuel Guervós por enfermedad de Adolfo Wünchs, aunque este seguirá vinculado al orfeón hasta su muerte. Desde fechas muy tempranas comienza a participar en los concursos corales tan habituales en aquellas fechas como por ejemplo el Gran Concurso Internacional de Orfeones, Bandas y Charangas de Bilbao en 1896, así como a organizar algunos otros en Santander en 1892 y, sobre todo, la rememorada Fiesta Montañesa de 1900 impulsada por el propio Orfeón. Ese mismo año junto a la banda municipal participa en la recepción a los reyes de España en el puerto de Santander, actuación que repetirá al año siguiente. Aún participará en 1902 en la segunda Fiesta Montañesa esta vez simplemente como participantes, interpretando Escenas Montañesas y El Danubio Azul. A partir de entonces su actividad se reduce y su presencia en la prensa es muy escasa. Sus componentes continuarán con su actividad coral de forma más esporádica y en la década siguiente comenzarán los movimientos para reorganizar el coro, hasta dar fruto en 1921 con la formación de la Sociedad Coral de Santander.

### La Sociedad Coral de Santander
Desde por lo menos 1917, los antiguos componentes del Orfeón Cantabria buscaban reorganizar una coral en Santander. La oportunidad vino cuando Ramón Sáez de Adana obtuvo la plaza de director de la Banda Municipal de Santander. Finalmente, y con el impulso del consistorio santanderino se funda la Sociedad Coral de Santander con Sáez de Adana como director y Alfredo Wünchs hijo del que fuera creador del Orfeón Cantabria como presidente. La Coral de Santander tiene su época dorada en estos primeros años y hasta la Guerra Civil Española. Es en los años 20 y 30 cuando participa y gana numerosos concursos y graba varios discos, principalmente con canciones montañesas. Durante estas dos décadas es frecuente su presencia en la prensa, la cual sigue de cerca su evolución y sobre todo celebra sus éxitos. Ya en 1925 solo cuatro años después de su fundación aparecen por primera vez como portada en el ABC, con motivo de los conciertos que ofrecieron en Burgos.
La guerra civil supone un alto en su actividad y muchos de sus coralistas tienen que participar en la contienda. Tras la guerra vuelve a la actividad muy lentamente y solo en la segunda mitad de los años 40 parece reverdecer sus laureles. Sin embargo, la avanzada edad de su director supone que durante la siguiente década y hasta su muerte en 1958 la actividad de la coral sea muy reducida. El último concierto de la coral será precisamente en el funeral del que fuera su director.

### El Orfeón Cántabro
Durante la década de los años 50 y debido a la escasa actividad de la Coral de Santander, muchos de sus coralistas buscan actividad artística en otras agrupaciones. Así Francisco Vázquez reúne con permiso de Sáez de Adana las cuerdas de bajos y tenores de la Coral para formar un coro de voces masculinas, el Coro Polifónico José María de Pereda. Otros participan también en la Agrupación Lírica Altamira, representando zarzuelas principalmente. Por fin en 1963 se funda el Orfeón Cántabro con Agustín Latierro como director y José María Jado como Presidente. Muchos de aquellos coralistas eran veteranos de la Coral, a los que se unirán dos años más tarde los componentes del Coro Polifónico José María de Pereda, cuando Francisco Vázquez Turuseta es nombrado director del Orfeón en 1966, aunque según un artículo de El Diario Montañes esto ocurre en buena medida anteriormente:

"(...) en 1921 se fundó la Masa Coral Mixta de Santander y luego el Coro José María de Pereda. De la unión de estos dos últimos nació en 1964 fundado y dirigido en sus primeros tres años por Agustín Latierro el que hoy es Orfeón Cántabro que dirige desde 1969 el padre Ibarbia".

Con José María Ibarbia el orfeón continuará creciendo musicalmente. Actúan y obtienen el primer premio en el Certamen de la Canción Marinera de San Vicente de la Barquera en dos años consecutivos, 1970 y 1971 con el "Ochote Cántabro", también obtienen el "Horreo de Oro" en el Certamen Nacional de Corales celebrado en Mieres y actúan en Madrid en el Centro de Información y Turismo y en Televisión Española. Hasta 1974 el Orfeón Cántabro había utilizado como local de ensayo el edificio del Hospital de San Rafael para lo cual se había integrado en la Institución Cultural Cantabria. Desde 1974 sin embargo adquieren un piso en la calle Alta de Santander a escasos metros del antiguo local de la Coral de Santander, local que continúan ocupando en la actualidad. A finales de los años 70, José Luis Tavera coge la dirección del coro brevemente y a continuación, Luz Pardo entre 1983 y 1999. Sobre todo con esta última, el coro se centra en la interpretación de obras del renacimiento, para lo cual crea en el seno del Orfeón al Coro de Cámara Cándido Alegría y la Agrupación Instrumental "Studium Musicae". En esta etapa se comienza también a abordar la interpretación de obras de gran envergadura como el Réquiem de Mozart, Carmina Burana de Carl Orff, Mesías de Händel o el Stábat Mater de Pergolesi entre otros. Julio Jaurena (2000-2001) dirigió el orfeón brevemente, debido a su prematura muerte y posteriormente músicos como el compositor Antonio Noguera y el director de orquesta Mariano Rodríguez Saturio, han continuado en esta dirección.
Actualmente su director es César Vinagrero que desempeña el cargo desde 2005 y con quien ha sido frecuente la colaboración con la Joven Orquesta Sinfónica de Cantabria. Es de destacar el concierto ofrecido en la Plaza Porticada de Santander para conmemorar el aniversario de la muerte de Ataúlfo Argenta, de la Novena Sinfonía de Beethoven junto a la Orquesta Sinfónica Rusa, El Coro Tomás Luis de Victoria, Coral Don Bosco y Voces del Pueblo bajo la dirección de Ramón Torrelledó.

## Discografía
- 1966. Mas serena sale el agua/Salutación a La Montaña/Con Aire/Desde su casa. 45 r. p. m. Alhambra
- 1966. Canción Marinera/Dicen que te casas/Olé, oleá, Canto del Pastor/La Barca Marinero. 45 r. p. m. Alhambra 81222
- 1971. Canciones Montañesas. 33 r. p. m. Columbia
- 1973. Folclore de Santander. 33 r. p. m. Columbia
- 1994. W. A. Mozart: Réquiem. Casete
- 2004. España, Cantos del Alma. CD. OCA Records CD10.050